# Erwin Dunst
Erwin Dunst (* 14. Januar 1929; † 10. Januar 2019) war ein deutscher Gewerkschafter und Sozialfunktionär.

## Leben
Erwin Dunst war „zeit seines Lebens [...] Gewerkschafter aus voller Überzeugung“. Politisch wirkte er als langjähriger Leiter des Landesverband Niedersachsen-Bremen der Deutschen Angestellten-Gewerkschaft (DAG) sowie als Vorsitzender des Bildungswerkes der DAG (aus dem die heutige Deutsche Angestellten-Akademie GmbH (DAA) hervorging). Als solcher nahm er achtzehn Jahre lang verschiedene Mandate der Angestellten der VGH Versicherungen wahr, so von 1979 bis 1985 sowie erneut ab Dezember 1989 als Arbeitnehmervertreter im Aufsichtsrat der Provinzial Lebensversicherung Hannover. Von 1984 bis 1997 wirkte er als Mitglied des Aufsichtsrates der Landschaftlichen Brandkasse Hannover.
Zeitweilig parallel zu seinen anderen Ämtern betätigte sich Dunst von 1986 bis 1997 ehrenamtlich als Mitglied im Rundfunkrat des Norddeutschen Rundfunks (NDR), von 1992 bis 1997 als Vorsitzender des Landesrundfunkrats Niedersachsen.
Erwin Dunst war viele Jahre Mitglied im Sozialverband Deutschland (SoVD), Ortsverband Groß Buchholz/Bothfeld sowie Mitglied im Kreisvorstand Hannover-Stadt.
Die Beisetzung Dunsts sollte laut Traueranzeige der Familie auf dem Stadtteilfriedhof Bothfeld erfolgen.

## Auszeichnungen
Für seine Verdienste wurde Dunst
- 1991 mit der Niedersächsischen Landesmedaille geehrt[2]
- 1988 mit der Verleihung des Großen Verdienstkreuzes des Verdienstordens der Bundesrepublik Deutschland ausgezeichnet.[1]